# Базож
Базо́ж (фр. Bazauges) — коммуна во Франции, находится в регионе Пуату — Шаранта. Департамент коммуны — Шаранта Приморская. Входит в состав кантона Мата. Округ коммуны — Сен-Жан-д’Анжели.
Код INSEE коммуны — 17035.

## Население
Население коммуны на 2010 год составляло 136 человек.
| 1962 | 1968 | 1975 | 1982 | 1990 | 1999 | 2010 |
| ---- | ---- | ---- | ---- | ---- | ---- | ---- |
| 232  | 207  | 182  | 159  | 148  | 130  | 136  |

## Экономика
В 2010 году среди 83 человек трудоспособного возраста (15—64 лет) 48 были экономически активными, 35 — неактивными (показатель активности — 57,8 %, в 1999 году было 65,8 %). Из 48 активных жителей работали 42 человека (22 мужчины и 20 женщин), безработных было 6 (3 мужчин и 3 женщины). Среди 35 неактивных 8 человек были учениками или студентами, 18 — пенсионерами, 9 были неактивными по другим причинам.